# Józef Anioł Grzybowski
Józef Anioł Grzybowski herbu Prus II – podstoli czerski w 1767 roku, cześnik czerski w 1758 roku, sędzia kapturowy ziemi czerskiej w 1764 roku, podpisał elekcję Stanisława Augusta Poniatowskiego, komisarz cywilno-wojskowy ziemi czerskiej w 1790 roku, konsyliarz ziemi czerskiej w konfederacji targowickiej w 1792 roku.
Był elektorem Stanisława Augusta Poniatowskiego z ziemi czerskiej w 1764 roku.